# 天牢四
大熊座58，又名BD+43 2122，HD 99984、SAO 43787、HR 4431，是大熊座的一颗恒星，视星等为5.94，位于銀經163.28，銀緯67.08，其B1900.0坐标为赤經11h 25m 6.5s，赤緯+43° 67.08′ 20″。